# Seznam prezidentů Brazílie

Vlajka brazilského prezidenta
Poměr stran: ~9:13

Toto je seznam brazilských prezidentů od svržení Brazilského císařství 15. listopadu 1889 do současnosti. Předchozí hlavy brazilského státu jsou v seznamu brazilských panovníků.

## Brazilská republika
V roce 1889 bylo Brazilské císařství v puči vedeném maršálem Deodorem de Fonseca, který sesadil Brazilského císaře Petra II. o dva roky později byla po vzoru Spojených států přijata federální ústava. 
Ačkoliv byla Brazílie teoreticky demokracii, faktická moc ležela v rukou lokálních oligarchů ze států São Paulo a Minas Gerais. Volby na venkově kontrolovali vlastnící půdy a možnost volit měli pouze lide gramotní. Což bylo asi 6% obyvatelstva. První republika se zhroutila v důsledku krachu na newyorské burze v roce 1929. Následná revoluce vynesla k moci Getúlia Vargase, který zemi vládl jako neomezený diktátor v letech 1930–1945. 

### Stará republika (1889–1930)
| #   | Prezident          | Portrét              | Zvolen | Nastoupil do úřadu                                                                | Opustil úřad                                                                      | Politická strana                   | Viceprezident                             |
| --- | ------------------ | -------------------- | ------ | --------------------------------------------------------------------------------- | --------------------------------------------------------------------------------- | ---------------------------------- | ----------------------------------------- |
| 1.  | Deodoro da Fonseca |                      | 1891   | (Vůdce přechodné vlády 15. listopad 1889) 26. únor 1891                           | 23. listopad 1891                                                                 | žádná (armáda)                     | Floriano Peixoto                          |
| 2.  | Floriano Peixoto   |                      | —      | 23. listopad 1891                                                                 | 14. listopad 1894                                                                 | žádná (armáda)                     | neobsazeno                                |
| 3.  | Prudente de Morais |                      | 1894   | 15. listopad 1894                                                                 | 14. listopad 1898                                                                 | Partido Republicano Federal        | Manuel Vitorino (PR Fed)                  |
| 4.  | Campos Sales       |                      | 1898   | 15. listopad 1898                                                                 | 14. listopad 1902                                                                 | Republikánská strana São Paula     | Rosa e Silva                              |
| 5.  | Rodrigues Alves    |                      | 1902   | 15. listopad 1902                                                                 | 14. listopad 1906                                                                 | Republikánská strana São Paula     | Silviano Brandão (PRM)                    |
| 5.  | Rodrigues Alves    | Afonso Pena (PRM)    | 1902   | 15. listopad 1902                                                                 | 14. listopad 1906                                                                 | Republikánská strana São Paula     |                                           |
| 6.  | Afonso Pena        |                      | 1906   | 15. listopad 1906                                                                 | 14. červenec 1909Zemřel v úřadu.                                                  | Mineiro Republican Party (PRM)     | Nilo Peçanha (PRF)                        |
| 7.  | Nilo Peçanha       |                      | —      | 14. července 1909                                                                 | 14. listopadu 1910                                                                | Republikánská strana Ria           | neobsazeno                                |
| 8.  | Hermes da Fonseca  |                      | 1910   | 15. listopad 1910                                                                 | 14. listopad 1914                                                                 | Konzervativní republikánská strana | Venceslau Brás (PRM)                      |
| 9.  | Venceslau Brás     |                      | 1914   | 15. listopad 1914                                                                 | 14. listopad 1918                                                                 | Mineiro Republican Party (PRM)     | Urbano Santos                             |
| –   | Rodrigues Alves    |                      | 1918   | Nikdy nenastoupil do úřadu. Onemocněl Španělskou chřipkou a zemřel                | Nikdy nenastoupil do úřadu. Onemocněl Španělskou chřipkou a zemřel                | Republikánská strana São Paula     | Delfim Moreira (Mineiro Republican Party) |
| 10. | Delfim Moreira     |                      | —      | (Zastupující prezident od 15. listopadu 1918) 16. ledna 1919                      | 28. července 1919                                                                 | Mineiro Republican Party (PRM)     | neobsazeno                                |
| 11. | Epitácio Pessoa    |                      | 1919   | 28. červenec 1919                                                                 | 14. listopadu 1922                                                                | Mineiro Republican Party (PRM)     | Delfim Moreira (PRM)                      |
| 11. | Epitácio Pessoa    | Bueno de Paiva (PRM) | 1919   | 28. červenec 1919                                                                 | 14. listopadu 1922                                                                | Mineiro Republican Party (PRM)     |                                           |
| 12. | Artur Bernardes    |                      | 1922   | 15. listopad 1922                                                                 | 14. listopad 1926                                                                 | Mineiro Republican Party (PRM)     | Estacio Coimbra                           |
| 13. | Washington Luís    |                      | 1926   | 15. listopad 1926                                                                 | 24. říjen 1930                                                                    | Republikánská strana São Paula     | Melo Viana (PRM)                          |
| –   | Júlio Prestes      |                      | 1930   | Nikdy nenastoupil do úřadu. Důsledek státního převratu, který vedl Getúlio Vargas | Nikdy nenastoupil do úřadu. Důsledek státního převratu, který vedl Getúlio Vargas | São Paulo Republican Party (PRP)   | Vital Soares                              |

### Vargasova éra (1930–1946)
| #   | Prezident                                            | Obrázek | Nastoupil do úřadu                                           | Opustil úřad     | Politická strana                              | Viceprezident |
| --- | ---------------------------------------------------- | ------- | ------------------------------------------------------------ | ---------------- | --------------------------------------------- | ------------- |
| -   | Augusto Fragoso, Isaías de Noronha, and Mena Barreto |         | 24. říjen 1930                                               | 3. listopad 1930 | žádná (vojenská junta)                        | neobsazeno    |
| 14. | Getúlio Vargas                                       |         | (Hlava dočasné vlády od 3. listopadu 1930) 20. červenec 1934 | 29. říjen 1945   | Liberal Alliance (AL)                         | neobsazeno    |
| 15. | José Linhares                                        |         | 29. říjen 1945                                               | 31. leden 1946   | žádná (Předseda Nejvyššího federálního soudu) | neobsazeno    |

### Druhá republika (1946–1964)
| #   | Prezident                                | Portrét | Zvolen | Nastoupil do úřadu | Opustil úřad                                          | Politická strana                          | Viceprezident                               |
| --- | ---------------------------------------- | ------- | ------ | ------------------ | ----------------------------------------------------- | ----------------------------------------- | ------------------------------------------- |
| 16. | Gaspar Dutra                             |         | 1945   | 31. ledna 1946     | 30. ledna 1951                                        | Sociálně demokratická strana PSP (armáda) | Nereu Ramos (PSD)                           |
| 17. | Getúlio Vargas                           |         | 1950   | 31. leden 1951     | Vargas spáchal sebevraždu 24. srpna 1954.             | Brazilská strana pracujících              | Café Filho (PSP)                            |
| 18. | Café Filho                               |         | —      | 24. srpna 1954     | ( bez zastoupení do 9. listopadu 1955) 30. leden 1956 | Sociálně progresivní strana               | neobsazeno                                  |
| 19. | Carlos Luz (zastupuje Café Filho)        |         | —      | 9. listopad 1955   | 11. listopad 1955                                     | PSD                                       | neobsazeno                                  |
| 20. | Nereu Ramos (zastupuje Café Filho)       |         | —      | 11. listopad 1955  | 30. leden 1956                                        | PSD                                       | neobsazeno                                  |
| 21. | Juscelino Kubitschek                     |         | 1955   | 31. leden 1956     | 30. leden 1961                                        | PSD                                       | João Goulart (Brazilská strana pracujících) |
| 22. | Jânio Quadros                            |         | 1960   | 31. leden 1961     | Rezignoval 25. srpna 1961.                            | Národní strana pracůjících                | João Goulart (Brazilská strana pracujících) |
| 23. | Ranieri Mazzilli (Zastupující prezident) |         | —      | 25. srpen 1961     | 7. září 1961                                          | PSD                                       | neobsazeno                                  |
| 24. | João Goulart                             |         | —      | 7. září 1961       | 1. duben 1964                                         | Brazilská strana pracujících              | neobsazeno                                  |

### Vojenská junta (1964–1985)
| #   | Prezident                                         | Portrét | Nastoupil do úřadu | Opustil úřad                                                                     | Politická strana                         | Viceprezident                                      |
| --- | ------------------------------------------------- | ------- | ------------------ | -------------------------------------------------------------------------------- | ---------------------------------------- | -------------------------------------------------- |
| 25. | Ranieri Mazzilli                                  |         | 1. dubna 1964      | 15. dubna 1964                                                                   | Sociálně demokratická strana (Brazílie)  | neobsazeno                                         |
| 26. | Castelo Branco                                    |         | 15. duben 1964     | 14. březen 1967                                                                  | ARENA (armáda)                           | José Maria Alkmin (PSD • ARENA)                    |
| 27. | Costa e Silva                                     |         | 15. březen 1967    | 31. srpen 1969 (zbaven funkce kvůli zdravotním obtížím) 14. října 1969 (odvolán) | ARENA (armáda)                           | Pedro Aleixo (ARENA)                               |
| –   | Augusto Rademaker, Aurélio de Lira, a Márcio Melo |         | 31. srpen 1969     | 30. říjen 1969                                                                   | žádná (vojenská junta)                   | neobsazeno                                         |
| 28. | Emilio Medici                                     |         | 30. říjen 1969     | 14. březen 1974                                                                  | ARENA (armáda)                           | Augusto Rademaker (ARENA)                          |
| 29. | Ernesto Geisel                                    |         | 15. březen 1974    | 14. březen 1979                                                                  | ARENA (armáda)                           | Adalberto Pereira dos Santos (ARENA)               |
| 30. | João Figueiredo                                   |         | 15. březen 1979    | 14. březen 1985                                                                  | Partido Democrático Social(PDS) (armáda) | Aureliano Chaves (Partido Democrático Social (PDS) |

### Nová republika
| #   | Prezident                 | Portrét | Zvolen    | Nastoupil do úřadu                                                                    | Opustil úřad                                                                          | Politická strana                        | Viceprezident                                                                           |
| --- | ------------------------- | ------- | --------- | ------------------------------------------------------------------------------------- | ------------------------------------------------------------------------------------- | --------------------------------------- | --------------------------------------------------------------------------------------- |
| –   | Tancredo Neves            |         | 1985      | Zemřel než se mohl ujmout úřadu. Funkci prezidenta převzal viceprezident José Sarney. | Zemřel než se mohl ujmout úřadu. Funkci prezidenta převzal viceprezident José Sarney. | Strana brazilského demokratického hnutí | José Sarney (Strana brazilského demokratického hnutí)                                   |
| 31. | José Sarney               |         | —         | (zastupující prezident od 15. března 1985) 21. duben 1985                             | 14. duben 1990                                                                        | Strana brazilského demokratického hnutí | neobsazeno                                                                              |
| 32  | Fernando Collor           |         | 1989      | 15. duben 1990                                                                        | (odvolán 2. října 1992) 29. prosinec 1992                                             | Křesťanská strana pracujících           | Itamar Franco (Křesťanská strana pracujících • Strana brazilského demokratického hnutí) |
| 33. | Itamar Franco             |         | —         | (Zastupující prezident od 2. října 1992) 29. prosinec 1992                            | 31. prosinec 1994                                                                     | Strana brazilského demokratického hnutí | neobsazeno                                                                              |
| 34. | Fernando Henrique Cardoso |         | 1998      | 1. leden 1995                                                                         | 31. prosinec 2002                                                                     | Sociálně demokratická strana (Brazílie) | Marco Maciel (Demokraté)                                                                |
| 35. | Luiz Inácio Lula da Silva |         | 2002 2006 | 1. leden 2003                                                                         | 31. leden 2010                                                                        | Strana pracujících                      | José Alencar (Brazilská Republikánská strana)                                           |
| 36. | Dilma Rousseffová         |         | 2010      | 1. leden 2011                                                                         | 12. květen 2016 (sesazena)                                                            | Strana pracujících                      | Michel Temer (Strana brazilského demokratického hnutí)                                  |
| 37. | Michel Temer              |         | –         | Zastupující prezident od: 12. května 2016                                             | 31. prosinec 2018                                                                     | Strana brazilského demokratického hnutí | nejmenován                                                                              |
| 38  | Jair Bolsonaro (1955–)    |         | 2018      | 1. ledna 2019                                                                         | 31. prosinec 2022                                                                     | Sociálně-liberální strana (PSL)         | Hamilton Mourão (PRTB)                                                                  |
| 39  | Luiz Inácio Lula da Silva |         | 2022      | 1. ledna 2023                                                                         | stávající                                                                             | Strana pracujících                      |                                                                                         |